# Magdalena (nombre)
Magdalena es un nombre de pila en español, femenino y de origen hebreo. Para unos filólogos, deriva de «oriundo de Magdala» (una antigua ciudad judía); por lo tanto «Magdalena» era probablemente algo más parecido a un apellido actual que a un nombre de pila (véase María Magdalena). Para otros filólogos, «Magdalena» proviene de Migda-El (la «torre de Dios»). Posee diversos hipocorísticos y diminutivos tales como: Magda, Mada, Madi, Alena, Lena, Leni e incluso Malena. También existe, aunque minoritariamente, la variante Madalena.

## Variantes en otros idiomas
«Magdalena» es un nombre popular, con variantes en diferentes idiomas:
| Magdalina | búlgaro                |
| Magdeléna | checo                  |
| Mandica   | serbocroata            |
| Malene    | danés                  |
| Madelon   | holandés               |
| Matleena  | finés                  |
| Madeleine | francés e inglés       |
| Magdalini | griego (transliterado) |
| Magdolna  | húngaro                |
| Magdalene | inglés                 |
| Madailén  | irlandés               |
| Maddalena | italiano               |
| Mădălina  | rumano                 |

## Personas con el nombre Magdalena
- Magdalena de Suecia, princesa de Suecia.
- Magdalena de la Cruz, monja franciscana española (1487-1560).
- Magdalena de Valois, reina de Escocia (1520-1537).
- Magdalena Abakanowicz, artista polaca.
- Magdalena Aicega, jugadora de hockey argentina.
- Magdalena Álvarez, política española.
- Magdalena Barreiro, política ecuatoriana.
- Magdalena Eriksson, futbolista sueca.
- Magda Goebbels, esposa de Joseph Goebbels.
- Magdalena Neuner, biatleta alemana.
- Magda Olivero, cantante de opera italiana.
- Magdalena Ortega de Nariño, esposa de Antonio Nariño.
- Magdalena Petit, escritora Chilena (1903-1968).
- Magdalena Sánchez, cantante venezolana (1915-2005).
- Magdalena Solís, asesina en serie mexicana.
- Magda Szabó, novelista húngara.
- Magdalena Tul, cantante de pop polaca.
- María Magdalena, una de las seguidoras de Jesús de Nazaret y considerada santa por la Iglesia Católica.
- María Magdalena de Pazzi,  santa por la Iglesia católica.
- Magdalena Sofía Barat, fundadora de la Congregación de Religiosas del Sagrado Corazón y considerada santa por la Iglesia Católica.
- Magdalena Ruiz Guiñazú, periodista argentina miembro de la CONADEP.
- Magdalena Müller, actriz chilena.
- Maialen Chourraut, piragüista española.

## Personajes ficticios
- Magda, personaje de la película de cine mudo homónima de Emile Chautard interpretada por Clara Kimball Young.
- Magda, personaje de la película Octopussy de James Bond actuada por Kristina Wayborn.
- Magdalene Eisendhart, en Marvel Comics fue la pareja de Magneto.
- Magdalen Vanstone, la protagonista en la novela Sin nombre de Wilkie Collins